# Rio Guamá
Rio Guamá är en flod i Brasilien   belägen i delstaten Pará, i den nordöstra delen av landet, 1 600 km norr om huvudstaden Brasília.
I omgivningen kring Rio Guamá växer i huvudsak städsegrön lövskog området är ganska glesbefolkat, med 22 invånare per kvadratkilometer.